# Calumma crypticum
Espèce
Statut de conservation UICN

 LC  : Préoccupation mineure
Statut CITES
Calumma crypticum est une espèce de sauriens de la famille des Chamaeleonidae.

## Répartition
Cette espèce est endémique de la région d'Analamanga à Madagascar. Elle se rencontre dans la réserve spéciale d'Ambohitantely.

## Description

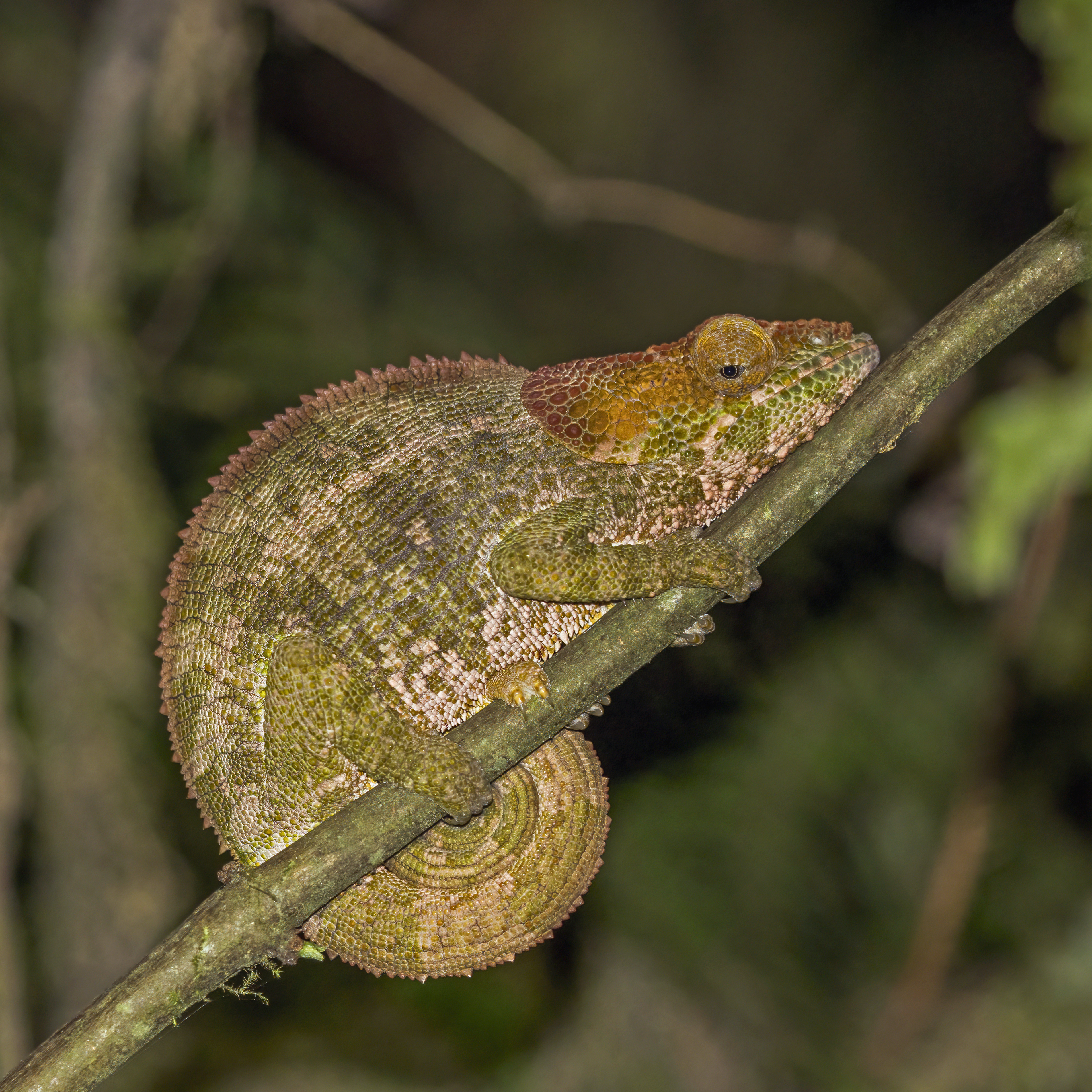
Calumma crypticum femelle, dans le parc national de Ranomafana, Madagascar. Novembre 2018.

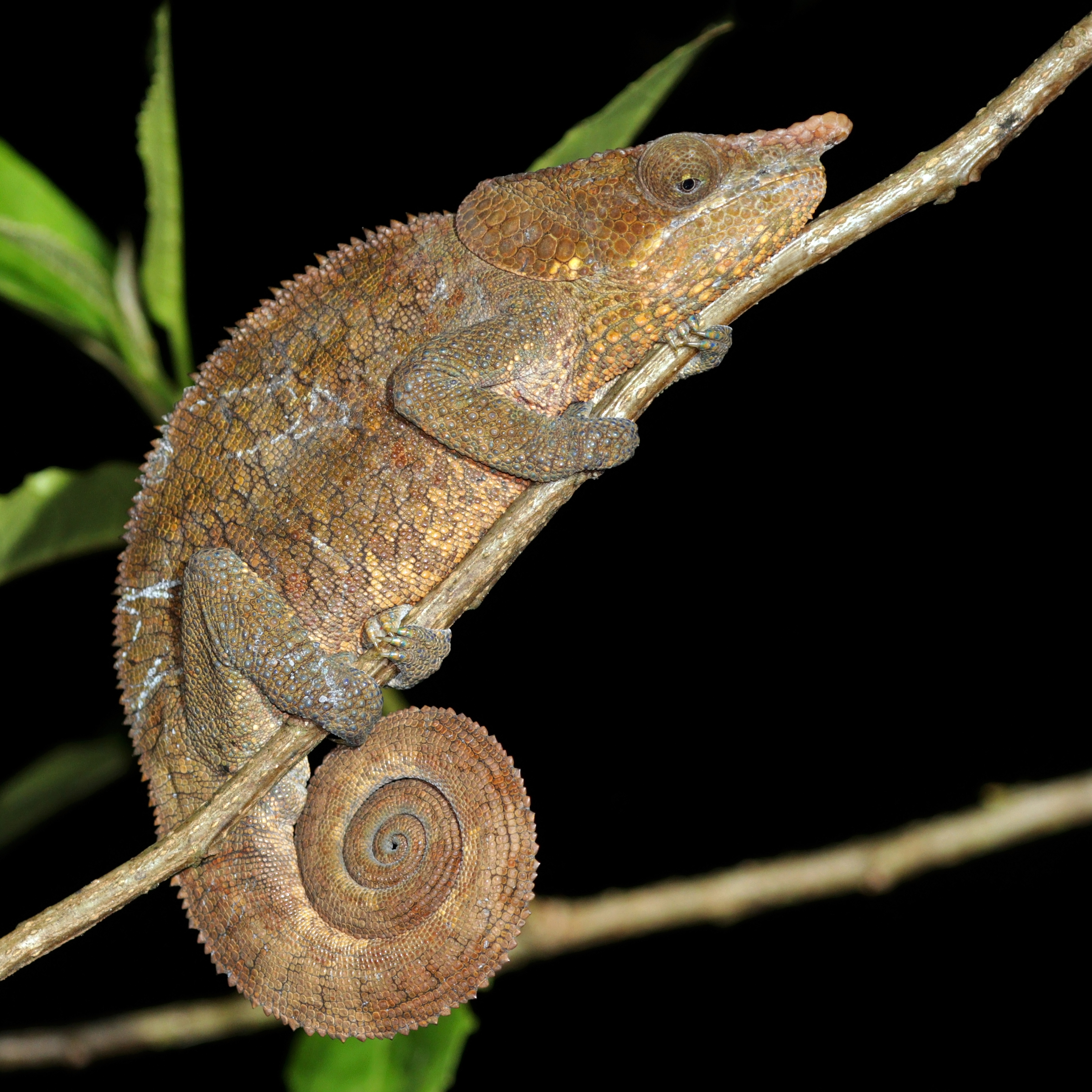
Idem en mâle.

Calumma crypticum se distingue des autres caméléons du genre Calumma par la présence d’un seul appendice rostral osseux pour les mâles, pouvant se projeter jusqu’à 2,4 mm en avant de la bouche, une longueur sans la queue d’une centaine de millimètres, une paire de grands lobes occipitaux, et une coloration de la tête brun rougeâtre pour les mâles adultes.
Calumma crypticum est très similaire à Calumma amber, mais se distingue de celui-ci par la forme de la crête dorsale chez la femelle et la couleur de la tête et du corps chez les mâles.

## Étymologie
L’épithète spécifique de cette espèce a été choisi en référence au statut cryptique de cette espèce.

## Publication originale
- Raxworthy & Nussbaum, 2006 : Six New Species of Occipital-Lobed Calumma Chameleons (Squamata: Chamaeleonidae) from Montane Regions of Madagascar, with a New Description and Revision of Calumma brevicorne. Copeia, vol. 2006, n. 4, p. 711-734.